# Nekropola Monterozzi
Nekropola Monterozzi (wł. Necropoli dei Monterozzi) – nekropola etruska w mieście Tarquinia w Lacjum we Włoszech. Nekropola posiada ok. 6 tysięcy grobów, z których najstarszy pochodzi z VII w. p.n.e. Około 200 nagrobków jest udekorowana freskami. W 2004 nekropola została umieszczona na liście światowego dziedzictwa UNESCO.